# Сім нових чудес природи
Сім нови́х чуде́с приро́ди (англ. New seven wonders of nature) — сучасна спроба створити список семи найдивовижніших природних місць за допомогою всесвітнього народного голосування. Спроба організована швейцарською неприбутковою організацією «Корпорація Нового Відкритого Світу» (англ. New Open World Corporation, NOWC), після успіху в організації вибору Семи нових чудес світу, де розглядалися лише штучні споруди.

## Етапи проведення
Проєкт розпочався у 2007 році. Списки учасників були відкриті до 31 грудня 2008 року. Участь взяло понад 440 учасників з понад 220 країн, з яких вибрано було 77 об'єктів. Після чого Рада Експертів на чолі з професором Федеріко Майором серед найкращих номінантів вибрала  28 «Офіційних кандидатів у фінал», списки яких були опубліковані в січні 2009 року.  До 11 листопада 2011 року було проведено голосування для обрання 7 переможців, в якому взяли участь 100 мільйонів голосів з усього світу.  
За період  2011 - 2014 роки були проведені інавгураційні заходи шанування об'єктів "New7Wonders of Nature", які вибрано було всім людством. За планом заходу повинно було провести одну офіційну презентаційну подію в кожному місці зі списку "New7Wonders of Nature". Також треба провести урочистий захід  у відповідній столиці або великому місті країни, в якої знаходився об'єкт. На території об'єкта повинно було установити пам'ятну бронзову дощечку від організаторів  "New7Wonders of Nature". 

## Святкування визначення

### В'єтнам
На національному стадіоні у Ханої виступила  віцепрем'єр-міністр Нгуєн Тхіен Нян та Бернард Вебер, засновник-президент New7Wonders. Офіційно подякували народ країни за те, що вони прийманні участі у голосуванні. В наслідок світової уваги до затоки всі сподівались, що більш дій буде від керівництва країни у напрямку покращення екологічного стану затоки  Халонг. Було відкрито  меморіальну дошку New7Wonders of Nature та проведено хорово-балетну виставу, яка віддала данину історії та культурі В'єтнаму, феєрверки та веселощі.

### Індонезія
На острові Балі в Національному парку Комодо було проведена яскрава церемонія, на якій були присутні президент Індонезії Сусіло Бамбанг Юдхойоно з  першою леді;  засновник-президент New7Wonders Бернард Вебер, члени уряду Індонезії, включаючи міністра лісового господарства та делегації з New7Wonders of Nature. Після відкриття спеціально створеної меморіальної дошки на честь додавання національного парку Комодо до списку New7Wonders of Nature виступаючи побажали збільшення популярності острова та створення умов для покращення інфраструктури регіону.

### Аргентина, Бразилія
Офіційне святкування призначення водоспаду Ігуасу звання  Нового чуда природи відбулося в Бразилії та Аргентині наприкінці травня 2012 року. Церемонії відбулися в як Пуерто-Ігуасу в Аргентині, так і Фос-ду-Ігуасу в штаті Парана в Бразилії. В Буенос-Айресі була проведена пресконференція в Міністерстві туризму, під час якої було відкрито спеціально відлиту бронзову дошку. Під час виступів було зазначено, що вже є позитивні наслідки участі та перемоги Ігуасу в голосування, тому що кількість відвідувачів за перші місяці 2012 побила всі рекорди.  Бернард Вебер подякував представникам влади: «Ви поділилися нашим баченням, і завдяки вашій енергії водоспади Ігуасу тепер є частиною глобальної пам’яті».

### Перу
13-14 серпня 2012 року в містах Ікітос і Ліма було проведено шанування нагороди про визнання Амазонки як одного з семи природних чудес світу. Номінація була з такими країнами, як Болівія, Бразилія, Еквадор, Суринам, Колумбія, Венесуела, Гаяна та Французька Гвіана. Але саме Перу через регіональний уряд подала об'єкт до конкурсу голосування.  У рамках святкувань на річці Амазонка відбулась церемонія, яка розпочалась з параду човнів місцевих громад, а також фестиваль Амазонки — свято  музики, з живими шоу, оркестрами та феєрверками. В Лімі на площі  У вівторок, 14 серпня о 18.00  у гідрологічному парку Ліми відбулось відкриття меморіальної дошки New7Wonders of Nature, на якому були присутні  президент регіону, міністр зовнішньої торгівлі та туризму та  представники інших країн, які входять до інших шести природних чудес світу регіону Америка. В парк після церемонії  пройшов виступ дитячого хору та надзвичайне шоу вогнів і звуків джунглів.  

## Список 7 чудес світу  (2007–2011)[9]
| Місцевість                                    | Країни                                                                                   | Зображення |
| --------------------------------------------- | ---------------------------------------------------------------------------------------- | ---------- |
| Амазонський дощовий ліс та Амазонка           | Болівія, Бразилія, Колумбія, Еквадор, Французька Гвіана, Гаяна, Перу, Суринам, Венесуела |            |
| Чеджу (острів)                                | Південна Корея                                                                           |            |
| Халонг                                        | В'єтнам                                                                                  |            |
| Водоспад Іґуасу (Національний парк Іґуасу)    | Аргентина, Бразилія                                                                      |            |
| Підземна річка Пуерто-Принсеса                | Філіппіни                                                                                |            |
| Комодо (Національний парк «Комодо»)           | Індонезія                                                                                |            |
| Столова гора (Національний парк Столова гора) | ПАР                                                                                      |            |

## Список фіналістів опитування  (2007–2011)[9]
| №  | Назва                               | континент або субконтинент | Країна або країни, де він розташований               | Міжнародні списки, які включають його (повністю або частково) | Зображення |
| -- | ----------------------------------- | -------------------------- | ---------------------------------------------------- | ------------------------------------------------------------- | ---------- |
| 1  | Анхель                              | Південна Америка           | Венесуела                                            | Світова спадщина                                              |            |
| 2  | Амазонський дощовий ліс та Амазонка | Південна Америка           | Болівія, Бразилія, Венесуела, Еквадор,Колумбія, Перу | Світова спадщина                                              |            |
| 3  | Солончак Уюні                       | Південна Америка           | Болівія                                              | -                                                             |            |
| 4  | Галапагоські острови                | Південна Америка           | Еквадор                                              | Світова спадщина                                              |            |
| 5  | Бухта Фанді                         | Північна Америка           | Канада                                               | -                                                             |            |
| 6  | Гранд-Каньйон                       | Північна Америка           | США                                                  | Світова спадщина                                              |            |
| 7  | Ель-Юнке                            | Центральна Америка         | Пуерто Ріко                                          | -                                                             |            |
| 8  | Столова гора                        | Африка                     | ПАР                                                  | Світова спадщина                                              |            |
| 9  | Кіліманджаро                        | Африка                     | Танзанія                                             | Світова спадщина                                              |            |
| 10 | Грязьові вулкани                    | Азія                       | Азербайджан                                          | -                                                             |            |
| 11 | Підземна річка Пуерто-Принсеса      | Азія                       | Філіппіни                                            | Світова спадщина                                              |            |
| 12 | Чеджу (острів)                      | Азія                       | Південна Корея                                       | -                                                             |            |
| 13 | Мертве море                         | Азія                       | Ізраїль, Йорданія, Палестина                         | -                                                             |            |
| 14 | Острови Бу-Тіна                     | Азія                       | Об'єднані Арабські Емірати                           | -                                                             |            |
| 15 | Сундарбан                           | Азія                       | Бангладеш, Індія                                     | Світова спадщина                                              |            |
| 16 | Печери Джейта                       | Азія                       | Ліван                                                | -                                                             |            |
| 16 | Мальдіви                            | Азія                       | Мальдіви                                             | -                                                             |            |
| 17 | Халонг                              | Азія                       | В'єтнам                                              | Світова спадщина                                              |            |
| 18 | Юйшань                              | Азія                       | Республіка Китай                                     | -                                                             |            |
| 19 | Комодо (Національний парк «Комодо») | Азія                       | Індонезія                                            | Світова спадщина                                              |            |
| 20 | Шварцвальд                          | Європа                     | Німеччина                                            | -                                                             |            |
| 21 | Мазурське поозер'я                  | Європа                     | Польща                                               | -                                                             |            |
| 22 | Гора Матергорн                      | Європа                     | Італія, Швейцарія                                    | -                                                             |            |
| 23 | Везувій                             | Європа                     | Італія                                               | -                                                             |            |
| 24 | Скелі Мохер                         | Європа                     | Ірландія                                             | -                                                             |            |
| 25 | Великий Бар'єрний риф               | Європа                     | Австралія, Папуа-Нова Гвінея                         | Світова спадщина                                              |            |
| 26 | Улуру                               | Океанія                    | Австралія                                            | Світова спадщина                                              |            |
| 27 | Мілфорд-фіорд                       | Океанія                    | Нова Зеландія                                        | Світова спадщина                                              |            |

## Номінанти (2007–2011)[9]

### Азія
| Назва               | Тип               | Розташування                 | Зображення |
| ------------------- | ----------------- | ---------------------------- | ---------- |
| Байкал              | озеро             | Росія                        |            |
| Ваді-Рам            | пустеля           | Йорданія                     |            |
| Улін'юань           | скеля             | КНР                          |            |
| Ганг                | річка             | Бангладеш, Індія             |            |
| Ейн-Геді            | оаза              | Ізраїль                      |            |
| Еверест             | гора              | Непал                        |            |
| K2                  | гора              | КНР, Пакистан                |            |
| Калі-Гандакі        | річка             | Непал                        |            |
| Казіранґа           | національний парк | Індія                        |            |
| Кокс-Базар          | пляж              | Бангладеш                    |            |
| Комодо              | національний парк | Індонезія                    |            |
| Мальдівські острови | архіпелаг         | Мальдіви                     |            |
| Маріанський жолоб   | підводний жолоб   | Тихий океан, США             |            |
| Мертве море         | озеро             | Ізраїль, Йорданія, Палестина |            |
| Юйшань              | гора              | Республіка Китай             |            |
| Памуккале           | гора              | Туреччина                    |            |
| Пханг-Нга           | затока            | Таїланд                      |            |
| Рара                | озеро             | Непал                        |            |
| Рош-ха-Нікра        | скеля             | Ізраїль                      |            |
| Сінхараджа          | ліс               | Шрі-Ланка                    |            |
| Сокотра             | архіпелаг         | Ємен                         |            |
| Сундарбанс          | ліс               | Бангладеш, Індія             |            |
| Туббатаха           | риф               | Філіппіни                    |            |
| Убсу-Нур            | озеро             | Росія, Монголія              |            |
| Фаншипан            | гора              | В'єтнам                      |            |
| Баянзаг             | гора              | Монголія                     |            |
| Фудзі               | гора              | Японія                       |            |
| Халонг              | затока            | В'єтнам                      |            |
| Кхао-Яй             | національний парк | Таїланд                      |            |
| Фонгня-Кебанг       | національний парк | В'єтнам                      |            |
| Чітван              | національний парк | Непал                        |            |
| Якусіма             | острів            | Японія                       |            |

### Африка
| Назва                    | Тип                       | Розташування                 | Зображення |
| ------------------------ | ------------------------- | ---------------------------- | ---------- |
| Білий Ніл                | річка                     | Єгипет, Судан, Уганда        |            |
| Блакитний Ніл            | річка                     | Ефіопія, Судан               |            |
| Вікторія                 | водоспад                  | Замбія, Зімбабве             |            |
| Фауністичний резерв Джа  | заказник                  | Камерун                      |            |
| Джудж                    | національний парк         | Сенегал                      |            |
| Ель-Кала                 | національний парк         | Алжир                        |            |
| Ерг Шеббі                | дюни                      | Марокко                      |            |
| Ішкьоль                  | озеро                     | Туніс                        |            |
| Калахарі                 | пустеля                   | Намібія                      |            |
| Національний парк Крюгер | національний парк         | ПАР                          |            |
| Кіліманджаро             | вулкан                    | Танзанія                     |            |
| Німба                    | гора                      | Кот-д'Івуар                  |            |
| Нгоронгоро               | кратер                    | Танзанія                     |            |
| Дельта Окаванго          | річкова дельта, нац. парк | Ботсвана                     |            |
| Серенгеті                | екосистема, нац. парк     | Танзанія                     |            |
| Синай                    | гора                      | Єгипет                       |            |
| Столова гора             | гора                      | ПАР                          |            |
| Таї                      | ліс, нац. парк            | Кот-д'Івуар                  |            |
| Чад                      | озеро                     | Чад, Камерун, Нігер, Нігерія |            |

### Південна Америка
| Назва                   | Тип                  | Розташування                                          | Зображення |
| ----------------------- | -------------------- | ----------------------------------------------------- | ---------- |
| Альпамайо               | гора                 | Перу                                                  |            |
| Амазонія та Амазонка    | річка, ліс           | Болівія, Бразилія, Венесуела, Еквадор, Колумбія, Перу |            |
| Анхель                  | водоспад             | Венесуела                                             |            |
| Антуко                  | вулкан               | Чилі                                                  |            |
| Апурімак                | річка                | Перу                                                  |            |
| Атітлан                 | озеро                | Гватемала                                             |            |
| Ауянтепуй               | гора                 | Венесуела                                             |            |
| Баєстас                 | архіпелаг            | Перу                                                  |            |
| Белізький бар'єрний риф | риф                  | Беліз                                                 |            |
| Велика синя печера      | підводна печера      | Беліз                                                 |            |
| Вогняна земля           | архіпелаг            | Аргентина, Чилі                                       |            |
| Галапагоські острови    | архіпелаг            | Еквадор                                               |            |
| Гуачаро                 | печера               | Венесуела                                             |            |
| Ґокта                   | водоспад             | Перу                                                  |            |
| Ґран-Сабана             | долина               | Венесуела                                             |            |
| Ель-Татіо               | поле гейзерів        | Чилі                                                  |            |
| Ігуасу                  | водоспад             | Аргентина, Бразилія                                   |            |
| Канайма                 | національний парк    | Венесуела                                             |            |
| Кокосовий острів        | острів, нац. парк    | Коста-Рика                                            |            |
| Каньйон Колька          | каньйон              | Перу                                                  |            |
| Каньйон Котауасі        | каньйон              | Перу                                                  |            |
| Лагуна Колорада         | озеро                | Болівія                                               |            |
| Ленсойс-Мараньєнсіс     | національний парк    | Бразилія                                              |            |
| Ломас-де-Лачай          | національний парк    | Перу                                                  |            |
| Лос-Рокес               | архіпелаг, нац. парк | Венесуела                                             |            |
| Мадіді                  | національний парк    | Болівія                                               |            |
| Мальпело                | острів               | Колумбія                                              |            |
| Манґларес-де-Тумбес     | національний парк    | Перу                                                  |            |
| Ману                    | національний парк    | Перу                                                  |            |
| Мілодон                 | печера               | Чилі                                                  |            |
| Науель-Уапі             | озеро                | Аргентина                                             |            |
| Осорно                  | вулкан               | Чилі                                                  |            |
| Пакая                   | вулкан               | Гватемала                                             |            |
| Пакая-Самірія           | національний парк    | Перу                                                  |            |
| Пантанал                | національний парк    | Бразилія                                              |            |
| Паракас                 | пляж                 | Перу                                                  |            |
| Острів Пасхи            | острів, нац. парк    | Чилі                                                  |            |
| Періто-Морено           | льодовик             | Аргентина                                             |            |
| Піко-Болівар            | гора                 | Венесуела                                             |            |
| Платано                 | ліс                  | Гондурас                                              |            |
| Рорайма                 | гора                 | Бразилія, Гаяна, Венесуела                            |            |
| Салар-де-Уюні           | озеро                | Болівія                                               |            |
| Сарісаріньяма           | гора                 | Венесуела                                             |            |
| Тітікака                | озеро                | Болівія, Перу                                         |            |
| Торрес-дель-Пайне       | гора                 | Чилі                                                  |            |
| Уакачина                | оаза                 | Перу                                                  |            |
| Гуаскаран               | гора, нац. парк      | Перу                                                  |            |
| Уя-Уя                   | національний парк    | Болівія                                               |            |
| Цукрова голова          | гора                 | Бразилія                                              |            |
| Печера Чарльза Брюера   | печера               | Венесуела                                             |            |
| Янґануко                | озеро                | Перу                                                  |            |

### Північна Америка
| Назва                        | Тип               | Розташування | Зображення |
| ---------------------------- | ----------------- | ------------ | ---------- |
| Агва Асуль                   | водоспад          | Мексика      |            |
| Банф                         | національний парк | Канада       |            |
| Біґ-Сур                      | пляж              | США          |            |
| Каньйон Брайс                | національний парк | США          |            |
| Великий Каньйон              | каньйон           | США          |            |
| Озеро Верхнє                 | озеро             | США, Канада  |            |
| Вулкани Гаваїв               | національний парк | США          |            |
| Гавасупай                    | водоспад          | США          |            |
| Провінціальний парк Динозавр | національний парк | Канада       |            |
| Еверґлейдс                   | національний парк | США          |            |
| Єловстон                     | національний парк | США          |            |
| Йосеміті                     | національний парк | США          |            |
| Озеро Крейтер                | озеро             | США          |            |
| Мідний каньйон               | каньйон           | Мексика      |            |
| Кілауеа                      | вулкан            | США          |            |
| Лейк-Луіз                    | озеро             | Канада       |            |
| Мак-Кінлі                    | гора              | США          |            |
| Мамонтова печера             | національний парк | США          |            |
| Озеро Мічиган                | озеро             | США          |            |
| Міссісіпі                    | річка             | США          |            |
| Ніагарський водоспад         | водоспад          | США, Канада  |            |
| Пік Пайкс                    | гора              | США          |            |
| Попокатепетль                | вулкан            | Мексика      |            |
| Ліс Редвуд                   | ліс               | США          |            |
| Скеля Персе                  | скеля             | Канада       |            |
| Сумідеро                     | каньйон           | Мексика      |            |
| Фанді                        | затока, нац. парк | Канада, США  |            |

### Європа
| Назва               | Тип               | Розташування        | Зображення |
| ------------------- | ----------------- | ------------------- | ---------- |
| Алеч                | льодовик          | Швейцарія           |            |
| Білі скелі Дувра    | скелі             | Велика Британія     |            |
| Біловезька пуща     | ліс               | Білорусь, Польща    |            |
| Блакитний грот      | печера            | Італія              |            |
| Везувій             | вулкан            | Італія              |            |
| Гейрангер-фйорд     | фйорд             | Норвегія            |            |
| Гейрангерфйорд      | фйорд             | Норвегія            |            |
| Даволья Варос       | скелева формація  | Сербія              |            |
| Дорога Гігантів     | скелева формація  | Велика Британія     |            |
| Дору                | річка, долина     | Португалія, Іспанія |            |
| Етна                | вулкан            | Італія              |            |
| Ілуліссат           | фйорд             | Данія               |            |
| Камарг              | болото            | Франція             |            |
| Каппадокія          | скелева формація  | Туреччина           |            |
| Скелі Могер         | скелі             | Ірландія            |            |
| Мармолата           | гора              | Італія              |            |
| Маттерхорн          | гора              | Італія, Швейцарія   |            |
| Монблан             | гора              | Італія, Франція     |            |
| Сан-Джорджіо        | гора              | Швейцарія           |            |
| Ретезат             | національний парк | Румунія             |            |
| Гібралтарська скеля | скеля             | Гібралтар           |            |
| Санторіні           | архіпелаг         | Греція              |            |
| Острови Селваженш   | архіпелаг         | Португалія          |            |
| Печера Скарішоара   | печера            | Румунія             |            |
| Сьєрра-Невада       | національний парк | Іспанія             |            |
| Шкоцянські печери   | печера            | Словенія            |            |
| Сребарна            | озеро             | Болгарія            |            |
| Шварцвальд          | ліс               | Німеччина           |            |

### Океанія
| Назва                  | Тип               | Розташування         | Зображення |
| ---------------------- | ----------------- | -------------------- | ---------- |
| Айера                  | гори              | Австралія            |            |
| Бора-Бора              | острів            | Французька Полінезія |            |
| Великий бар'єрний риф  | кораловий риф     | Австралія            |            |
| Дванадцять Апостолів   | скелева формація  | Австралія            |            |
| Какаду                 | національний парк | Австралія            |            |
| Маккензі               | водоспад          | Австралія            |            |
| Мілфордська затока     | затока            | Нова Зеландія        |            |
| Піннаклес              | пустеля           | Австралія            |            |
| Льодовик Франца Йосифа | льодовик          | Нова Зеландія        |            |
| Фрейзер                | острів            | Австралія            |            |